# Muslimani
Muslimani (cyrilicí Муслимани) nebo též etničtí muslimové je označení jedné z šesti nejpočetnějších národností žijících na území zemí bývalé Jugoslávie. Termín byl přijat v roce 1971 jako oficiální označení etnického původu pro jugoslávské slovanské muslimy, čímž se seskupila řada odlišných jihoslovanských komunit vyznávajících islám. Mezi Muslimany byli zahrnováni např. Bosňáci, Goranci, Pomaci a Torbeši. Toto označení nezahrnovalo jugoslávské neslovanské muslimy, jako jsou Albánci, Turci a Romové.
Po rozpadu Jugoslávie mezi lety 1991–1992 se většina slovanských muslimů v Bosně a Hercegovině rozhodla označit se za Bosňáky. Tato etnická skupina vznikla v roce 1993 a dodnes je ústavně uznávána jako jeden ze tří základních národů Bosny a Hercegoviny. Přibližně 100 000 lidí na celém území bývalé Jugoslávie se stále považuje za Muslimany. Nejvíce Muslimanů v současné době žije na území Srbska a Kosova. Muslimani také tvoří významnou etnickou menšinu v Černé Hoře.